# Minicia vittata
Minicia vittata är en spindelart som beskrevs av Lodovico di Caporiacco 1935. Minicia vittata ingår i släktet Minicia och familjen täckvävarspindlar. Inga underarter finns listade i Catalogue of Life.